# Acció d'Alpens
L'acció d'Alpens fou un fet d'armes de la Tercera guerra carlina, per la qual les forces carlines de l'Infant Alfons i de Savalls derrotaren la columna republicana del brigadier Cabrinetty, que hi perdé la vida, els dies 9 i 10 de juliol del 1873. Com a conseqüència de l'acció, el poble d'Alpens fou pres per la facció carlina, que en gran part era ja conformada per locals alpensins i lluçanencs.

## Transcurs de la batalla
A l'entorn d'Alpens, els carlins havien aplegat forces de les partides de Savalls, Huguet, Camps, Miret i d'altres. En total sumaven un miler de combatents. Unitats experimentades i coneixedores del terreny. Els carlins varen situar tiradors d'elit al campanar de la població.
Els liberals van arribar al poble cap a les vuit del vespre. Cabrinetty no sospitava l'emboscada i morí en els primers intercanvis de trets. Les tropes republicanes varen plantar cara sense comandament durant vuit hores en plena nit. Duríssims combats que van deixar més d'un centenar de morts, la majoria liberals, al so dels valsos i les marxes militars interpretades per un grup de músics carlins. Alguns republicans varen poder escapar, però els carlins feren presoners 900 soldats. També aconseguiren un abundant botí, en armes, munició i 10.000 duros.